# Sam & Max
Sam & Max sono due personaggi immaginari protagonisti di una omonima serie a fumetti statunitensi, ideati da Steve Purcell.

## Personaggi

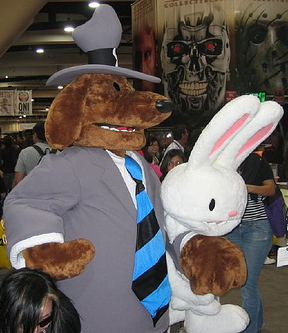
Costume di Sam & Max, Comic-Con 2007

Sam è un cane antropomorfo vestito da detective anni quaranta. È riflessivo, intelligente, e dotato di un bagaglio culturale enciclopedico. È sicuramente il più umano dei due nel modo di pensare e di porsi nei riguardi della vita e del lavoro.
Max è un "qualcosa che sembra un coniglio" psicotico e iperattivo. Nonostante la sua natura violenta e scavezzacollo, che spesso lo porta a mettersi in situazioni pericolose, Max ha una mente acuta.
Furono ispirati da alcuni disegni infantili del fratello di Purcell.
Sono investigatori privati o, come si autodefiniscono, dei "Freelance Police". La coppia vive a New York City ma le mete dei loro viaggi sono spesso posti come New Orleans, l'antico Egitto, le Filippine e la Luna. Guidano un'indistruttibile DeSoto bianca e nera del 1960. A guidare è spesso Sam, nonostante non abbia una buona vista.

## Storia editoriale
I personaggi vennero ideati nel 1987 ed esordirono in una serie di strisce a fumetti pubblicate su diverse testate statunitensi alla fine degli anni ottanta con diversi titoli e vennero raccolte in gran parte nell'albo intitolato The Collected Sam & Max: Surfin' the Highway del 1995.

## Trasposizione in altri media
Furono protagonisti anche di un'avventura grafica della Lucasarts, dal titolo Sam & Max Hit the Road (1993), di una serie televisiva trasmessa da Fox Kids ed erano già comparsi brevemente in altre avventure grafiche della casa di produzione di George Lucas.
Dopo una decade di inattività, in cui una serie di avventure con protagonisti Sam & Max vennero progettate dalla Lucasarts, ma mai realizzate a causa delle "avverse condizioni di mercato", la licenza della Lucasarts per Sam & Max scadde nel 2005 e venne acquistata dalla Telltale Games che, nel 2006, creò nuove avventure e le rese disponibili per il download online. La società ha sviluppato sei avventure grafiche sotto forma di episodi facenti parte della Sam & Max Season One. Gli episodi sono stati resi disponibili con cadenza mensile e nello specifico sono: Culture Shock, Situation: Comedy, The Mole, the Mob, and the Meatball, Abe Lincoln Must Die! Reality 2.0 e Il finale Bright Side of the Moon.
Nel luglio del 2007 la Telltale Games ha annunciato la realizzazione della Season Two. La distribuzione online della serie, composta da cinque episodi a cadenza mensile, è iniziata il 9 novembre 2007 con l'episodio Ice Station Santa , seguito da Moai Better Blues l'11 gennaio 2008, Night of the Raving Dead il 12 febbraio 2008, Chariots of the Dogs il 13 marzo 2008 e What's New, Beelzebub? l'11 aprile 2008.
La terza serie dal titolo Sam & Max Season Three, dopo esser stata annunciata per il 2009., è uscita il 15 aprile 2010 con il primo episodio, The Penal Zone, portando per la prima volta i giochi di Sam & Max su console, con l'uscita della Season Three su PlayStation 3.
Max può essere trovato sotto forma di easter egg nel videogioco Star Wars Jedi Knight: Dark Forces II. Mentre il protagonista Kyle Katarn esplora il pianeta Sulon, lo può trovare in un'abitazione. Aiuterà il giocatore a rintracciare una spia.
Telltale Games ha chiuso nel 2018 per problemi finanziare. Da allora, uno studio indipendente chiamato Skunkape Games (formato da ex-sviluppatori Telltale che hanno lavorato anche a Sam & Max) hanno acquistato i diritti dei giochi e ne hanno realizzato delle versioni rimasterizzate, partendo da Save The World nel 2020 e concludendo con The Devil's Playhouse nel 2024 (da cui lo studio prende il nome dal personaggio di General Skun-ka'pe), e pubblicandoli su PC tramite Steam e GOG, PlayStation 4, Xbox One, e Nintendo Switch.
La HappyGiant ha inoltre realizzato Sam & Max: This Time It’s Virtual! per Windows e PlayStation VR.

## Videogiochi
- Sam & Max Hit the Road
- Sam & Max Season One
- Sam & Max Season Two
- Sam & Max Season Three
- Sam & Max: This time it's virtual!